# Teufen
Teufen (AR) is een gemeente en plaats in het Zwitserse kanton Appenzell Ausserrhoden.
Teufen (AR) telt 6.038 inwoners.
Bühler · Gais · Grub · Heiden · Herisau · Hundwil · Lutzenberg · Rehetobel · Reute · Schönengrund · Schwellbrunn · Speicher · Stein · Teufen · Trogen · Urnäsch · Wald · Waldstatt · Wolfhalden · Walzenhausen
- Gemeinsame Normdatei: 4474647-7
- Historisch woordenboek van Zwitserland: 001303
- Virtual International Authority File: 167726153